# Distretto di El Hadjar
Il distretto di El Hadjar è un distretto della provincia di Annaba, in Algeria.

## Comuni
Il distretto di El Hadjar comprende 2 comuni:
- El Hadjar
- Sidi Amar